# Marcel Delcourt
 (mars 2015).
Si vous disposez d'ouvrages ou d'articles de référence ou si vous connaissez des sites web de qualité traitant du thème abordé ici, merci de compléter l'article en donnant les références utiles à sa vérifiabilité et en les liant à la section « Notes et références ».
Pour les articles homonymes, voir Delcourt.
Marcel Delcourt (né le 5 juillet 1927 à Luzarches et mort le 3 mars 2015 à Bernay,) est un médecin généraliste, diplomate et homme politique français, cofondateur et premier président de l'association Médecins sans frontières.

## Biographie
Médecin à Brionne de 1962 à 1990. Marcel Delcourt eut rapidement au cours de sa carrière de médecin de campagne « envie de faire autre chose »[réf. nécessaire]. Les inondations du Bangladesh lui en donneront l'occasion et le conduiront à lancer un appel au monde médical à travers la presse spécialisée. Il s'agissait alors d'« apaiser les cris de souffrance et de désespoir » émanant des régions du monde les plus sinistrées.
Pour cela, Marcel Delcourt entendait faire tomber tous les barrages, toutes les frontières[réf. nécessaire] pour sauver, soigner ces victimes.
Fort du large écho que son appel a suscité, il a fondé avec d'autres médecins, Bernard Kouchner en tête, l'association Médecins sans frontières (MSF).
Après avoir fondé l'association Médecins sans frontières en 1971, Marcel Delcourt préside cette organisation pendant deux ans. Il démissionne en août 1973 pour se présenter aux élections législatives dans l'Eure et devenir conseiller du ministre des Affaires étrangères Michel Jobert. Il était alors un membre actif du comité central du parti gaulliste UDR (Union des démocrates pour la République). Le même mois, il est nommé au Viêt Nam au sein de la Mission Missofe pour définir l'aide humanitaire de la France au Viêt Nam, après les accords de Paris (Lê Đức Thọ-Kissinger). Il se rend à Saigon pour définir les accords avec le Sud-Viêt Nam. 
En 1978, il se rend en mission aux Comores à la demande du président de l'État Ali Soilih pour y étudier la situation sanitaire dans l'archipel des quatre îles.
En 1983, il est nommé conseiller spécial auprès du président de la République centrafricaine. 
En octobre 1995, Marcel Delcourt est nommé ambassadeur de la République centrafricaine au nom des Nations unies à Genève, où depuis des années il avait établi des contacts avec l'OMS. Il s'est surtout intéressé à trois maladies tropicales (le paludisme, la maladie du sommeil (trypanosomiase), la lèpre). C'est à cette époque qu'il est atteint d'une forme sévère de paludisme. 
Marcel Delcourt a été promu officier de la Légion d'honneur le 29 septembre 2007 à Aclou (Normandie).